# Jodis lara
Jodis lara är en fjärilsart som beskrevs av Louis Beethoven Prout 1926. Jodis lara ingår i släktet Jodis och familjen mätare. Inga underarter finns listade i Catalogue of Life.